# Neuroendokrinologi
Neuroendokrinologi är ett medicinskt forskningsfält som studerar sambanden mellan nervsystemet och endokrina systemet. Studierna innefattar dels anatomiska samband mellan nervsystemets organ och hormonkörtlar och endokrina celler. Dels studeras samband i fråga om både hur nervsystemet påverkar hormonaktiviteten, och hur hormonaktivitet påverkar nervsystemet. Ett närliggande forskningsområde är personlighetsgenetik, som delvis studerar hur signalsubstanser påverkar personligheten.
Frågor som neuroendokrinologin ägnar sig åt är till exempel hur könshormoner påverkar personligheten i fråga om manligt och kvinnligt, hur hjärnan och sinnesstämningen reagerar på stress, hur psykiska störningar manifesterar sig hormonellt, samt hur interaktionen ser ut mellan neurodegeneration och hormonvärden.